# Vaddisznó-barlang
A Vaddisznó-barlang a Duna–Ipoly Nemzeti Parkban lévő Visegrádi-hegységben, Visegrád területén található álbarlang.

## Leírás
Pilisszentlászlótól Visegrádig mintegy 10 kilométer hosszban fut le az Apát-kúti-völgy. A Kaán-forrástól Pilisszentlászló felé a piros jelzésű turistaúton, körülbelül egy kilométer távolságra, az előtte futó ösvényről is jól látható sziklafal, a Nagyfal előterében van. A megdőlt szikla tetejéről hatalmas kőtömbök estek le, ezek egymásra halmozódva kisebb-nagyobb álbarlangos üregeket fognak közre.
A Nagyfal tetejéről leesett kőtömbök közti legnagyobb álbarlang. Oldalait kisebb tömbök alkotják, melyeket egyetlen hatalmas kő fed be. Délről van a másfél méter széles és 70 centiméter magas bejárata, amely egy 5 méter átmérőjű, lapos, lencseformájú fülkébe vezet. Ennek alját alkotó kövek között kis hasadék mutatkozik. Az üregben Szabó Géza vaddisznó-maradványokat talált, innen a neve.
A közvetlen szomszédságában több, hasonló kialakulású, de a barlangméretet el nem érő üreg található. Helyi jelentőségű, kis méretű üreg.

## Kutatástörténet
1996-ban Szabó Géza ismertette és térképezte fel az álbarlangot. Korábbi kutatottságáról nincs adat. A 2001. november 12-én elkészült, Magyarország nemkarsztos barlangjainak irodalomjegyzéke című kézirat barlangnévmutatójában szerepel a Vaddisznó-barlang. A barlangnévmutatóban meg van említve 1 irodalmi mű, amely foglalkozik az üreggel. A 364. tétel nem említi, a 363. tétel említi.
A 2014. évi Karsztfejlődésben megjelent tanulmányban az olvasható, hogy a Vaddisznó-barlang az üreg alján oszló vaddisznótetem miatt kapta a nevét. A Visegrádi-hegység 101 barlangjának egyike a Visegrádon található barlang, amely 5 m hosszú és 0,7 m magas.